# 珊瑚街道
珊瑚乡，是中华人民共和国湖南省永州市冷水滩区下辖的一个乡镇级行政单位。

## 行政区划
珊瑚乡下辖以下地区：
凌云社区、忠烈村、四丘田村、湖塘村、岭头上村、水汲江村、东零桥村和桃李坪村。